# Sky (singel TVXQ)
Sky – siódmy singel południowokoreańskiego zespołu TVXQ, wydany w Japonii 16 sierpnia 2006 roku przez Rhythm Zone. Został wydany w dwóch edycjach: limitowanej CD+DVD oraz regularnej CD. Osiągnął 6 pozycję w rankingu Oricon i pozostał na liście przez 3 tygodnie, sprzedał się w nakładzie 26 890 egzemplarzy w Japonii i 8341 w Korei Południowej.

## Lista utworów

### CD
| CD | CD                                                           | CD    | CD          | CD        | CD      |
| Nr | Tytuł utworu                                                 | Tekst | Kompozycja  | Aranżacja | Długość |
| -- | ------------------------------------------------------------ | ----- | ----------- | --------- | ------- |
| 1. | „Sky”                                                        | H.U.B | h-wonder    | h-wonder  | 5:30    |
| 2. | „NO PAIN NO GAIN”                                            | H.U.B | Tatta Works | AKIRA     | 3:52    |
| 3. | „Asu wa kuru kara” (jap. 明日は来るから) (2 Future club mix) |       |             |           | 5:46    |
| 4. | „Sky” (Less Vocal)                                           |       | h-wonder    | h-wonder  | 5:30    |
| 5. | „NO PAIN NO GAIN” (Less Vocal)                               |       | Tatta Works | AKIRA     | 3:52    |

### CD+DVD
| CD | CD                             | CD    | CD          | CD        | CD      |
| Nr | Tytuł utworu                   | Tekst | Kompozycja  | Aranżacja | Długość |
| -- | ------------------------------ | ----- | ----------- | --------- | ------- |
| 1. | „Sky”                          | H.U.B | h-wonder    | h-wonder  | 5:30    |
| 2. | „NO PAIN NO GAIN”              | H.U.B | Tatta Works | AKIRA     | 3:52    |
| 3. | „Sky” (Less Vocal)             |       | h-wonder    | h-wonder  | 5:30    |
| 4. | „NO PAIN NO GAIN” (Less Vocal) |       | Tatta Works | AKIRA     | 3:52    |

| DVD | DVD                | DVD     |
| Nr  | Tytuł utworu       | Długość |
| --- | ------------------ | ------- |
| 1.  | „Sky” (Video Clip) |         |
| 2.  | „Interview”        |         |